# Just Dance 2017
Just Dance 2017 é o oitavo jogo da série Just Dance, desenvolvido pela Ubisoft. Esta sequência estará disponível para todos os sensores de movimento principais a partir da data de lançamento do jogo, prevista para Outubro de 2016. As plataformas disponíveis serão Nintendo Wii, PlayStation 3 e Xbox 360, além dos consoles da nova geração (Nintendo Wii U, PlayStation 4 e Xbox One). Em 3 de Março 2017, o jogo também foi lançado para o Nintendo Switch sendo o primeiro de toda a série a ser lançado em cartuchos. Foi oficialmente anunciado no evento de games E3 pela própria Ubisoft em 2016. é o primeiro jogo da série a estar disponível para PC (e até a data, o único), e o primeiro a ser lançado para três gerações diferentes de consoles de uma mesma empresa (Wii, Wii U, Nintendo Switch).

## Lista de Músicas
O jogo possui 40 músicas, segundo confirmação oficial.
| Música                             | Artista                                                        | Ano   |
| ---------------------------------- | -------------------------------------------------------------- | ----- |
| "All About Us"                     | Jordan Fisher                                                  | 2016  |
| "Bailar"                           | Deorro feat. Elvis Crespo                                      | 2016  |
| "Bang"                             | Anitta                                                         | 2015  |
| "Bonbon"                           | Era Istrefi                                                    | 2016  |
| "Cake by the Ocean"                | DNCE                                                           | 2016  |
| "Can't Feel My Face"               | The Weeknd                                                     | 2015  |
| "Carnaval Boom"                    | Latino Sunset                                                  | 2016  |
| "Cheap Thrills"                    | Sia feat. Sean Paul                                            | 2016  |
| "Cola Song"                        | INNA feat. J Balvin                                            | 2014  |
| "Daddy"                            | PSY feat. CL de 2NE1                                           | 2015  |
| "Don't Stop Me Now"                | Queen                                                          | 1978  |
| "Don't Wanna Know"                 | Maroon 5                                                       | 2016  |
| "Dragostea din tei"                | O-Zone                                                         | 2003  |
| "El Tiki"                          | Maluma                                                         | 2015  |
| "Ghost In The Keys"                | Halloween Thrills                                              | 2016  |
| "Groove"                           | Jack & Jack                                                    | 2014  |
| "Hips Don't Lie"                   | Shakira feat. Wyclef Jean                                      | 2006  |
| "I Love Rock 'n Roll" (*)          | Fast Forward Highway (Original de Joan Jett)                   | 1982  |
| "Into You"                         | Ariana Grande                                                  | 2016♀ |
| "Je sais pas danser" (F)           | Natoo                                                          | 2016  |
| "La Bicicleta"                     | Carlos Vives & Shakira                                         | 2016  |
| "Last Christmas" (*)               | Santa Clones (Original de Wham!)                               | 1984  |
| "Lean On"                          | Major Lazer feat. MØ & DJ Snake                                | 2015  |
| "Leila"                            | Cheb Salama                                                    | 2016  |
| "Let Me Love You" (U)              | DJ Snake feat. Justin Bieber                                   | 2016  |
| "Like I Would"                     | ZAYN                                                           | 2016  |
| "Little Swing"                     | AronChupa feat. Little Sis Nora                                | 2016  |
| "Oishii Oishii"                    | Wanko Ni Mero                                                  | 2016  |
| "Ona tańczy dla mnie" (P)          | Weekend                                                        | 2012  |
| "PoPiPo"                           | Hatsune Miku                                                   | 2009  |
| "Radical"                          | Dyro & Dannic                                                  | 2014  |
| "Run The Night"                    | Gigi Rowe                                                      | 2016  |
| "Scream & Shout"                   | will.i.am feat. Britney Spears                                 | 2012  |
| "September" (*)                    | Equinox Stars (Original de Earth, Wind & Fire)                 | 1978  |
| "Single Ladies (Put a Ring on It)" | Beyoncé                                                        | 2008  |
| "Sorry"                            | Justin Bieber                                                  | 2015  |
| "Te Dominar"                       | Daya Luz                                                       | 2016  |
| "Tico-Tico no Fubá" (*)            | The Frankie Bostello Orchestra (Original de Zequinha de Abreu) | 1917  |
| "Titanium"                         | David Guetta feat. Sia                                         | 2011  |
| "Watch Me (Whip/Nae Nae)"          | Silentó                                                        | 2015  |
| "What Is Love" (*)                 | Ultraclub 90 (Original de Haddaway)                            | 1993  |
| "Wherever I Go"                    | OneRepublic                                                    | 2016  |
| "Worth It"                         | Fifth Harmony feat. Kid Ink                                    | 2015  |
| "Имя 505" (Name 505) (R)           | Vremya i Steklo                                                | 2015  |

- O símbolo "(*)" indica que a música é um "cover" do original.
- O símbolo "(U)" indica que a música é baixado via Ubisoft Club. ( Wii U, Playstation 4, Xbox One, Nintendo Switch e PC )
- O símbolo "(F)" indica que a música é exclusivo para França.
- O símbolo "(P)" indica que a música é exclusivamente para Polónia.
- O símbolo "(R)" indica que a música é exclusivamente para Rússia.

## Just Dance Unlimited
Como seu antecessor Just Dance 2016, o jogo oferece este serviço de streaming de conteúdo adicional chamado Just Dance Unlimited, incluindo velhas e novas canções e até mesmo versões alternativas. Exclusivo para pessoas com assinatura nos consoles de Nova Geração PlayStation 4, Xbox One, Wii U, Nintendo Switch e PC. A seguir, estão listadas as canções lançadas no serviço durante o período em que Just Dance 2017 era o jogo mais recente na franquia.
| Música                          | Artista                        | Ano  | Data                   |
| ------------------------------- | ------------------------------ | ---- | ---------------------- |
| "Youth"                         | Troye Sivan                    | 2016 | 25 de outubro de 2016  |
| "Имя 505" (Nome 505)            | Vremya i Steklo                | 2015 | 25 de outubro de 2016  |
| "Ona Tańczy Dla Mnie"           | The Weeknd                     | 2012 | 25 de outubro de 2016  |
| "Je Sais Pas Danser"            | Natoo                          | 2016 | 25 de outubro de 2016  |
| "The Greatest"                  | Sia                            | 2016 | 24 de novembro de 2016 |
| "Juju On That Beat (TZ Anthem)" | Zay Hilfigerrr & Zayion McCall | 2016 | 21 de dezembro de 2016 |
| "How Deep Is Your Love" (PNS)   | Calvin Harris & Disciples      | 2015 | 3 de março de 2017     |
| "Let Me Love You"               | DJ Snake feat. Justin Bieber   | 2016 | 25 de outubro de 2016  |
| "Don't Let Me Down"             | The Chainmokers feat. Daya     | 2016 | 20 de abril de 2017    |
| "Ain't my Fault"                | Zara Larsson                   | 2016 | 2 de setembro de 2016  |
| "Me Too"                        | Megan Trainor                  |      |                        |
| "Don't Worry"                   | Marcones feat. Ray Dalton      |      |                        |
| "Hand Clap"                     | Fitz And The Tantrums          |      |                        |
| "Wake Me Up Before You Go-Go"   | Wham!                          | 1984 |                        |

- O símbolo "PNS" significa que a música foi lançada com exclusividade temporária no Nintendo Switch, mas foi depois lançada para os outros consoles.